# Café Gayo
 (février 2025).
La mise en forme du texte ne suit pas les recommandations de Wikipédia : il faut le « wikifier ».
Les points d'amélioration suivants sont les cas les plus fréquents. Le détail des points à revoir est peut-être précisé sur la page de discussion.
- Les titres sont pré-formatés par le logiciel. Ils ne sont ni en capitales, ni en gras.
- Le texte ne doit pas être écrit en capitales (les noms de famille non plus), ni en gras, ni en italique, ni en « petit »…
- Le gras n'est utilisé que pour surligner le titre de l'article dans l'introduction, une seule fois.
- L'italique est rarement utilisé : mots en langue étrangère, titres d'œuvres, noms de bateaux, etc.
- Les citations ne sont pas en italique mais en corps de texte normal. Elles sont entourées par des guillemets français : « et ».
- Les listes à puces sont à éviter, des paragraphes rédigés étant largement préférés. Les tableaux sont à réserver à la présentation de données structurées (résultats, etc.).
- Les appels de note de bas de page (petits chiffres en exposant, introduits par l'outil «  Source ») sont à placer entre la fin de phrase et le point final[comme ça].
- Les liens internes (vers d'autres articles de Wikipédia) sont à choisir avec parcimonie. Créez des liens vers des articles approfondissant le sujet. Les termes génériques sans rapport avec le sujet sont à éviter, ainsi que les répétitions de liens vers un même terme.
- Les liens externes sont à placer uniquement dans une section « Liens externes », à la fin de l'article. Ces liens sont à choisir avec parcimonie suivant les règles définies. Si un lien sert de source à l'article, son insertion dans le texte est à faire par les notes de bas de page.
- La présentation des références doit suivre les conventions bibliographiques. Il est recommandé d'utiliser les modèles {{Ouvrage}}, {{Chapitre}}, {{Article}}, {{Lien web}} et/ou {{Bibliographie}}. Le mode d'édition visuel peut mettre en forme automatiquement les références.
- Insérer une infobox (cadre d'informations à droite) n'est pas obligatoire pour parachever la mise en page.

Pour une aide détaillée, merci de consulter Aide:Wikification.
Si vous pensez que ces points ont été résolus, vous pouvez retirer ce bandeau et améliorer la mise en forme d'un autre article.
 (janvier 2025).

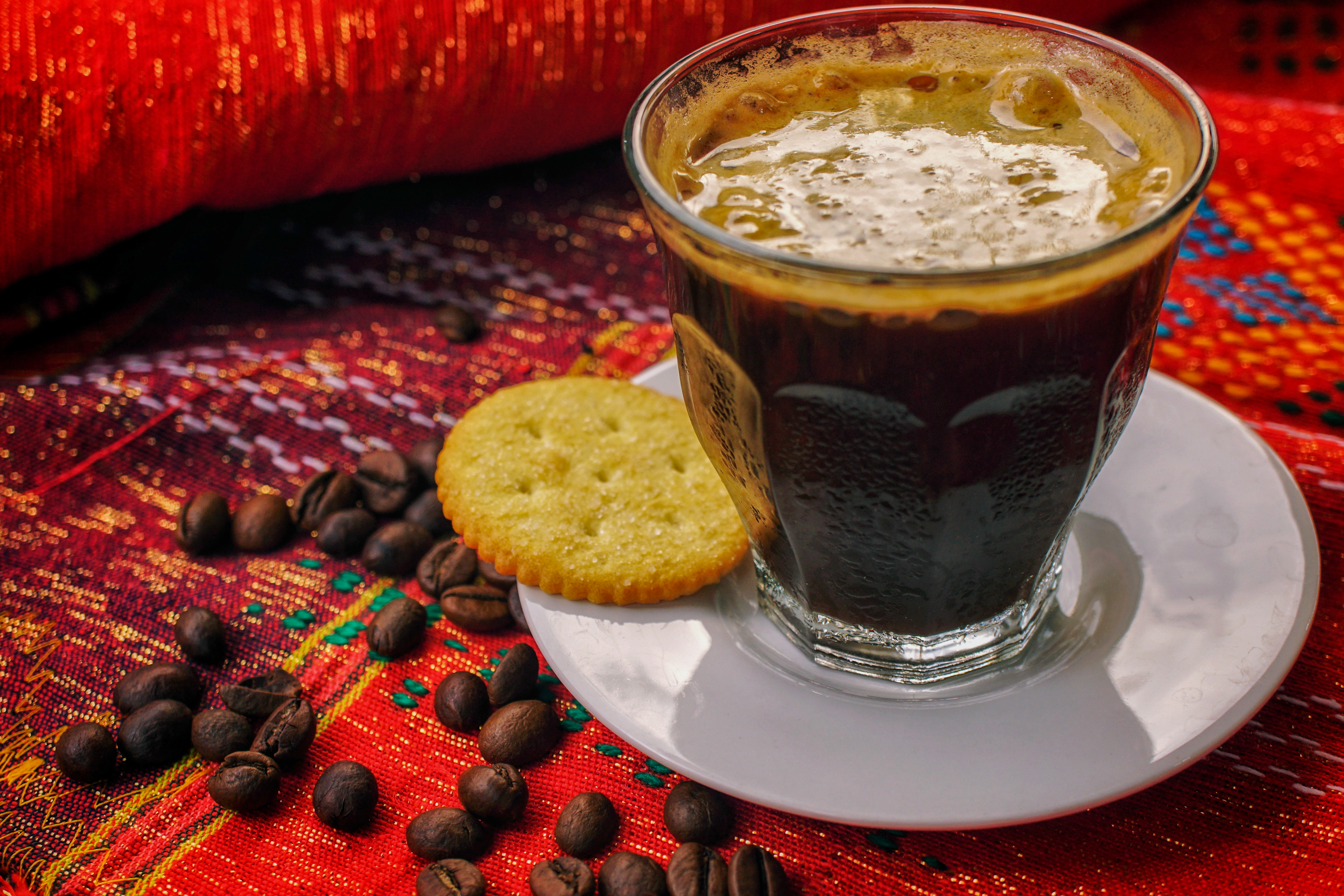
Café à base de grain de café Gayo

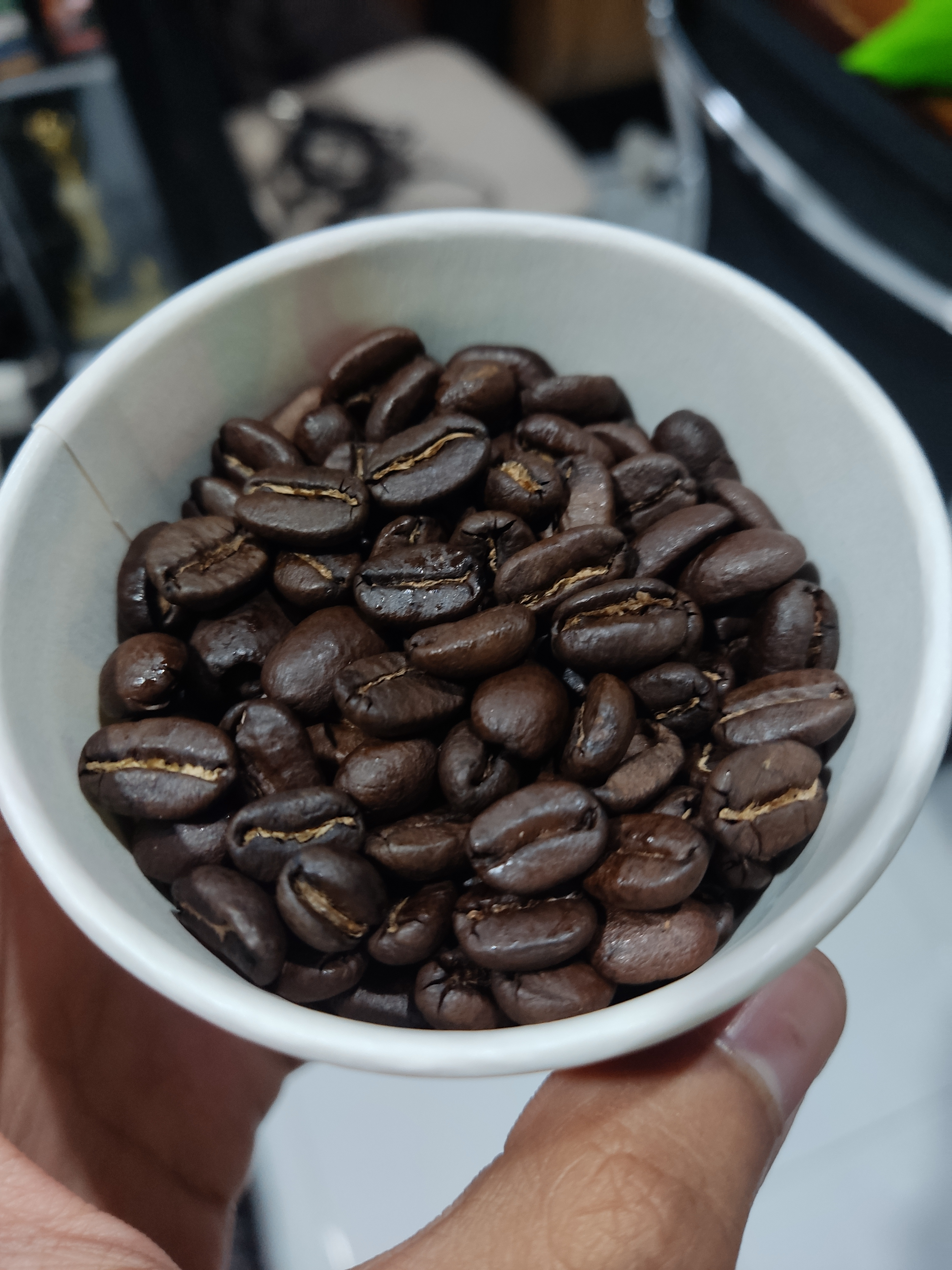
Grain de café Gayo

Café Gayo ( anglais : Gayo coffee, Indonésien : Kopi Gayo ) est une variété de café Arabica qui est l'un des principaux produits originaires des hauts plateaux de Gayo, dans le centre d'Aceh, en Indonésie. Il a reçu le Label Fair Trade ™ de l'Organisation Internationale du Commerce Équitable le 27 mai 2010. Le café Gayo a reçu une Indication Géographique certifié remis par le ministère indonésien du Droit et des Droits de l'Homme,. Puis, lors de l'événement spécial de vente aux enchères de café indonésien le 10 octobre 2010 à Bali, le café Gayo Arabica a de nouveau reçu le meilleur classement en termes de notes de dégustation. Ces certifications et réalisations ont encore renforcé la position du café Gayo en tant que meilleur café biologique au monde.

## Origine du Café Gayo
Cette plantation de café, développée depuis 1908, prospère dans la régence de Bener Meriah, dans le centre d'Aceh et dans une petite partie de la région de Gayo Lues. Ces trois zones, situées à 1 200 m d'altitude, possèdent les plus grandes plantations de café d'Indonésie, soit environ 81 000 hectares. Plus de 42 000 hectares se trouvent dans le département de Bener Meriah, le reste dans le département d'Aceh. Le peuple Gayo travaille comme cultivateur de café avec une dominance de la variété Arabica. La production de café Arabica de Tanah Gayo est la plus importante d'Asie.
Les plants de café en Indonésie ont été introduits par un  Néerlandais au XVIIe siècle qui transportait des grains de café Arabica d'Arabie à Batavia (Jakarta). Le café Arabica a été planté et développé pour la première fois dans la région de Jatinegara, dans la région de Jakarta. La propagation ultérieure du caféier a également atteint la région des hauts plateaux de Gayo, dans la région d'Aceh. Depuis la période coloniale néerlandaise jusqu'à aujourd'hui, le café Gayo en particulier est devenu la principale source de revenus de la majorité du peuple Gayo et il est même devenu le seul centre de production de café de qualité exportable dans la région centrale d'Aceh. En dehors de cela, des preuves archéologiques sous la forme de vestiges d'une usine coloniale néerlandaise de séchage de café dans le village de Wih Porak ont clairement montré que le café était dans le passé un produit économique important.

### Développement du café Gayo par les collons néerlandais
vignette|328x328px|Ancienne maisons d'ouvrier cultivateur sur une plantation néerlandaise dans le village de Weh Porak
La présence de collons hollandais dans le pays Gayo en 1904 fut immédiatement suivie par la présence d'autres collons étrangers. D'autre part, la présence des Néerlandais a également fourni de nouveaux moyens de subsistance en ouvrant des terres de plantation, parmi lesquelles la plantation de café sur le plateau de Tanah Gayo (à une altitude de 1 000 à 1 700 m d'altitude).
Avant l'arrivée du café dans les hauts plateaux de Gayo, les plants de thé et de poivre avaient déjà été introduits. Selon l'expert agricole néerlandais JH Heyl, dans son livre intitulé Pepercultuur in Aceh, il a expliqué que à l'origine le poivrier a été importée de Madagascar (Afrique de l'Est) au VIIe ou VIIIe siècle dans le pays d'Aceh (Zainuddin,1961, p264). . Malheureusement, ces deux cultures n’ont pas reçu grande attention de la part du gouvernement colonial. Finalement, les Néerlandais ont introduit et ouvert la première plantation de café couvrant une superficie de 100 ha en 1918 dans la région de Belang Gele dans le centre d'Aceh. Outre l'ouverture de nouvelles plantations en 1920, un nouveau village du peuple Gayo a émergé autour de la plantation de café hollandaise, et en 1925-1930, des plantations ouvrières destiné a produire du café ont été créés. Les agriculteurs locaux avoisinait les plantations hollandais et ont ainsi acquis des connaissances sur la culture du café. À la fin des années 1930, quatre villages avaient été établis autour de la plantation néerlandaise.
vignette|322x322px|Séchoir à café datant de la période coloniale néerlandaise dans le village de Pesam Kecamatan
Une preuve archéologique liée à ce produit de café est la découverte des restes d'une usine de séchage de grains de café près de la mosquée Baitul Makmur, village de Wih Porak, dans la province du Silih Nara. L'ancienne usine de séchage de café occupe un terrain de 600m2. Sur ce terrain se trouvent des restes de bâtiments sous forme de fondations, des restes de murs de bâtiments, un ancien moulin à eau et plusieurs bassins où l'on rinçait et séchait le café.
Après la période de l'indépendance, l'usine a été abandonnée, puis vers les années 1960 jusqu'en 1979, l'usine a été gérée par plusieurs sociétés privées avant d'être rachetée par le service gouvernemental des plantations du district.

### Après l'indépendance
Dans la seconde moitié des années 1950, les Gayo ont commencé à cultiver du café. Durant cette période, les forêts ont été défrichées pour faire place aux plantations de café. En 1972, la région centrale d'Aceh était considérée comme le plus grand producteur de café par rapport aux autres districts de la province de Nanggroe Aceh Darussalam. La superficie des plantations de café dans la régence centrale d'Aceh en 1972 était de 19 962 ha. Les plantations de café constituent l'élément vital de l'économie, outre le commerce de légumes tels que le chou, les carottes, les piments et le chocolat. En tant que produit d'exportation, 27 953 familles du centre d'Aceh dépendent pour leur subsistance de la culture du café avec une superficie de 46 392 ha et une moyenne de 720,7 kg/ha/an. Des conflits internes en Indonésie ont provoqué l'abandon d'au moins 6 440 ha de terres de café et 5 037 familles ont perdu leur emploi.
Après l’apaisement du conflit et la signature de l’accord de paix RI-GAM fin 2005, les producteurs de café commencent désormais à oser cultiver des plantations de café situées au plus profond des pentes des montagnes, au lieu de se contenter de cultiver du café dans leurs jardins. Le prix de vente du café - bien qu'influencé par les prix mondiaux du café - est relativement stable et continue de se renforcer car les routes commerciales peuvent être parcourue par des véhicules de transport sans risques majeurs. Aujourd'hui, les activités de plantation de café commencent à reprendre vie et sont devenues l'épine dorsale de l'économie des regions centrales d'Aceh Bener Meriah et Gayo Lues.

## Goût
Le café Arabica des hauts plateaux de Gayo est connu dans le monde entier car il a un goût distinctif dont les principales caractéristiques comprennent un arôme et une saveur complexes et une forte viscosité. La Conférence internationale sur la science du café de Bali en octobre 2010 a désigné le café Gayo Highlands comme le meilleur café Arabica.

## Marché international
Le café Gayo est assez célèbre dans le monde car il a un arôme distinctif dû aux conditions de culture en altitude. Même si une crise économique traverse l'Europe, elle n'a pas réduit la demande de café des hauts plateaux de Tanah Gayo sur le marché mondial. Le café de la région de Gayo est également le café le plus cher au monde. Cela a été prouvé lors de l'exposition mondiale du café organisée par l'organisation Specialty Coffee Association of America (SCAA) à Portland, dans l'Oregon Convention Center, aux États-Unis. Les principaux pays de destination des exportations de café des hautes terres de Tanah Gayo sont les États-Unis et l'Union européenne.

## Référence

### note de bas de page
1. ↑   , nad.litbang.deptan.go.id.
2. ↑   Certificat Fair Trade™
3. ↑  , Specialty Coffee Association of Indonesia (SCAI) de Bali, 10 Octobre 2010-BPTP Aceh.
4. ↑  « Litbang Departemen Pertanian RI » [archive du 17 décembre 2013] (consulté le 14 décembre 2014)
5. ↑   , Le reste du bâtiment néerlandais de séchage du café, Source: kebudayaanindonesia.net